# تیم رالی جهانی سوبارو
تیم رالی جهانی سوبارو (انگلیسی: Subaru World Rally Team) یک تیم اتوموبیل‌رانی در مسابقات رالی قهرمانی جهان است، این تیم که زیرمجموعه شرکت سوبارو است مرکز آن در شهر بنبری، انگلستان قرار دارد.